# Робот (песня)
«Ро́бот» — песня-композиция из альбома «Банановые острова» («БО»). Автором музыки является композитор Юрий Чернавский, текста — Юрий Чернавский и Владимир Матецкий, исполнителем — Ю. Чернавский, при участии группы «Весёлые ребята». Выпущена на магнитоальбоме «Банановые острова» в 1983 году.

## Создание песни
Композиция «Робот» была написана в рамках проекта Чернавского—Матецкого «Банановые острова»:
Старт проекта я взял на себя, — вспоминает Чернавский. — Там играли басист Сергей Рыжов и барабанщик Юрий Китаев, с которыми я работал ещё в «Красных маках» и в «Динамике». Матецкий выступал в роли продюсера. Он улаживал массу коммуникаций, что-то монтировал в студии и помогал работать над текстами.
Идея о роботе, как герое песни, возникла следующим образом:
Позднее Матецкий, сидя в гостях у Чернавского в его коммунальной квартире на Бауманской,… вспомнил строчку из композиции «Kraftwerk The Robots»: «Я твой слуга / Я твой работник», после чего самому Чернавскому пришла в голову мысль о сошедшем с ума роботе.

…и мы сидели, прикалывались. Вдруг Володя Матецкий и говорит:
— А помнишь «Kraftwerk» — у них была песенка такая, «я робот, я твой работник»…

Я, конечно, помнил. Потом отвлеклись, и я забыл о разговоре…

Как-то вечером включил телевизор, там опять члены ЦК… и опять, как один, и об одном и том же, как клоны… «Как роботы», — внезапно мелькнуло у меня в голове, — их включили, а выключиться они уже не в состоянии… Как же они ночами мучаются, бедолаги?! Трагедия, чёрт побрал…

Взял карандаш и…

Текст пошёл с ходу — так захватило мучительное впечатление о людях, которые себе не принадлежат… по жизни…

На следующий день мы уже записали грув к «Роботу», и я начал компоновать голоса и эффекты… идея понравилась всем…— Ю. А. Чернавский, «Архивы Банановых островов». Том I
Ю. Чернавский записал как основные инструментальные партии «Робота», так и вокал:
При исполнении композиции «Робот» Чернавский пропускал голос через вокодер — чуть ли единственный существовавший в Москве вокодер, которым пользовался Пётр Подгородецкий, создавая гнусавый вокал в группе Ованеса Мелик-Пашаева.

«Я пел по ночам в полном одиночестве, параллельно крутя ручки магнитофонов, — рассказывает Чернавский. — Это была довольно интересная работа, где всё происходило на голом энтузиазме и я сам был себе руководителем. Я хотел придать вокалу какой-нибудь необычный фасон, поскольку традиционная эстрадная манера пения или имитация шаманства под расстроенную гитару были мне не близки».

«Чернавский очень подолгу записывал вокал, пытаясь найти верную интонацию, — вспоминает Матецкий. — Юра… не был певцом, но тонко чувствовал настроение композиции…

## Дальнейшая судьба песни
По опросам, сделанным Артемием Троицким зимой 1984 года среди ведущих диск-жокеев Москвы и Ленинграда, песня «Робот» находилась на четвёртом месте в своеобразном «топ-тэне» (англ. Top Ten) танцевальных хитов Советского Союза.
Эту песню непродолжительное время исполняли «Весёлые ребята» на своих концертах в СССР и на гастролях на Кубе.
Хотя альбом «Банановые острова» разошёлся миллионными тиражами на магнитоальбомах по всем уголкам СССР, песня «Робот» так и не появилась на телевидении — её вырезали из новогодней телепередачи «Песня-83»:
Была совершена попытка поиска какого-то эзопова языка. Всё-таки верилось, что всё это можно вытащить на средства массовой информации, — вспоминает Матецкий. — Мы подолгу беседовали с Чернавским, могут ли существовать такие фразы, как «зебрус африканус» или «я робот, я сошел с ума». Это явно не проходило на телевидении, что позднее подтвердила жизнь.<…>
Спустя несколько месяцев после окончания записи Чернавский с Матецким как «электронно-синтезаторный проект» выступили единственный раз — на съёмках новогодней телепередачи «Песня-83» с композицией «Робот». В эфир этот ролик, естественно, не попал — в тот год страну развлекали Ротару с песней «Романтика» и Пугачёва с «Айсбергом».
Только в начале 1990-х годов песня несколько раз прозвучала в эфире Первого канала ОРТ, в составе композиций в телефильме «Здравствуй, мальчик Бананан!».
Несмотря ни на что, песня долго держалась в первой пятёрке хит-парадов СССР и впоследствии была высоко оценена музыкальными критиками:
Это был один из самых весёлых советских рок-альбомов, записанный одним из самых мрачно выглядящих людей, — писал А. Троицкий. — Ю. Чернавский похож на персонаж из видеоклипа — не то гуманоида, не то «безумного профессора». Чернавский исследовал тембровые возможности синтезатора и постарался извлечь из инструмента звуки неслыханные. Это коллаж стилей, от рок-н-ролла до компьютерной робот-музыки, пронизанный ритмическим «заводом» и по качеству записи стоящий на голову выше любого другого советского диска. Трудно поверить, что это удалось сделать всего на двух дорожках. Манера исполнения напоминала какой-то смешной русский рэп… Возможно, это крупнейшее мировое достижение в области двухдорожечной записи.

В БО к нам впервые в музыкальную жизнь постучалась Её Величество Технология — об этом «Я робот». Техно-драма в поп-музыке — это не слабо. Робот, который сошёл с ума, и уже этим обнаруживает в себе человеческие чувства, способность на разум, на интеллект, на Трагедию.

…И, подобно «Роботу» из альбома, хоть 127 — ему по документам, но выглядит Чернавский в БО — на все 220 вольт! После него она, эта умная и неожиданная фишка, в нашей эстраде, по сути, и умерла, не найдя себе достойных арлекинов и пьеро на фоне рогожиных, аллегровых и новоявленных витасов.— Сергей Челяев. «Банановые острова» в эстрадном море СССР. Размышления Любителя
Песня «Робот», стиль которой Александр Кушнир определил как «шизофренический электропоп», продолжает звучать и по сей день в российском музыкальном радио- и телеэфире. Широко представлена в Интернете.

## Участники записи
- Юрий Чернавский — соло-вокал, полимуг (Polymoog), синтезаторы, саксофон, саунд-инженер (вокал, голоса, соло-инструменты), сведение, мастеринг, группа брейншторминга
- Игорь Гатауллин — соло- и ритм-гитара «Stratocaster»
- Алексей Глызин — ритм-гитара «Gibson», бэкграунд-голос
- Сергей Рыжов — бас-гитара «Music Man», бэкграунд-голос, группа брейншторминга
- Александр Буйнов — клавишные, бэкграунд-голос, группа брейншторминга
- Юрий Китаев — лидер-барабаны, перкуссия, бэкграунд-голос, группа брейншторминга
- Алексей Тамаров — вторые барабаны
- Дима Чернавский — бэкграунд-голос
- Валерий Андреев — саунд-инженер (инструментальная группа)
- Юрий Богданов — мастеринг

## Другие исполнители
Существует кавер-версия композиции, созданная enzoakavpn с использованием клипа из телефильма «Здравствуй, мальчик Бананан!».
25 февраля 2014 года группа Би-2 выпустила кавер-версию песни «Робот»